# Рајска птица (сазвежђе)
Рајска птица (лат. Apus) је једно од 88 модерних сазвежђа. Увео га је крајем 16. века холандски астроном Петар Планције, а први пут се појавило у Уранометрији Јоханеса Бајера у 17. веку. Планције га је назвао „Paradysvogel Apis Indica“, Paradysvogel значи „рајска птица“ али Apis Indica значи „индијска пчела“. Претпоставља се да је грешком унео Apis уместо Avis („пчела“ уместо „птица“), а како се у близини већ налазило сазвежђе Apis, то је оно преименовано у Musca (Мува), а Рајска птица у Apus, како би се избегла могућа конфузија.

## Звезде
Рајска птица се налази у близини јужног небеског пола, и нема сјајних звезда. Најсјајнија је алфа Рајске птице, џин К класе магнитуде 3,83 који се налази на око 411 светлосних година од Сунца.
Остале значајније звезде су:
- бета Рајске птице — вишеструки звездани систем чија је примарна компонента џин К класе;
- гама Рајске птице — жути џин G класе;
- делта Рајске птице — бинарни систем кога чине црвени џин М класе и наранџасти џин К класе;
- епсилон Рајске птице — плавобели патуљак B класе са главног низа.

## Објекти дубоког неба
У Рајској птици се налазе глобуларна јата NGC 6101 и IC 4499, као и спирална галаксија IC 4633.